# Сыалах (река)
Сыалах (Сельлях) — река в России. Протекает по территории Усть-Янского улуса Якутии. Длина — 225 км, площадь водосборного бассейна составляет 8700 км².
Начинается при слиянии рек Арга-Сыалах и Илин-Сыалах на высоте 7 метров над уровнем моря, от истока течёт в северо-западном направлении с небольшой скоростью (0,3 м/с) по тундровой местности. В среднем и нижнем течении сильно меандрирует, в низовьях разделяется на протоки и впадает в Селляхскую губу образуя общую дельту с рекой Билир. Ширина главного русла составляет 377 метров, глубина — 2 метра.
Населённых пунктов на реке нет.
Нижнее течение реки относится к рамсарскому водно-болотному угодью «Дельта реки Яна», служит местом гнездовья стерха, чёрной казарки, сибирской и очковой гаг, малого лебедя.
В 2011 году во льду реки была обнаружена хорошо сохранившаяся тушка щенка плейстоценовой собаки.

## Притоки
Объекты перечислены по порядку от устья к истоку.
- 7 км: Сюрюктях[2] (пр)
- 97 км: Тут-Балыктах[6] (пр)
- 128 км: Сыаганнах-Сиене (лв)
- 158 км: Юрюе[2] (лв)
- 225 км: Арга-Сыалах[2] (лв)
- 225 км: Илин-Сыалах[2] (пр)

## Данные водного реестра
По данным государственного водного реестра России относится к Ленскому бассейновому округу, речной бассейн — Яна, водохозяйственный участок — реки бассейна моря Лаптевых от границы бассейна реки Яна на западе до границы бассейна Восточно-Сибирского моря (мыс Святой Нос) на востоке.
Код объекта в государственном водном реестре — 18040300412117700031229.